# Convento dei Cappuccini (Leonforte)
Il convento dei Cappuccini è un antico complesso religioso situato a Leonforte in provincia di Enna.

## Storia
I Cappuccini giunsero a Leonforte nel 1627,  a richiederne la presenza fu il principe Nicolò Placido Branciforte, fondatore della città.
I frati dapprima si stanziarono presso una piccola chiesa rurale, dedicata a San Giuseppe. Dopo qualche anno il Principe stesso donò loro un sito, dove nel 1632 vennero edificati il convento e la chiesa; i religiosi vi si trasferirono nel 1634.
Il Branciforte fu estremamente prodigo nei confronti dei Cappuccini, oltre a finanziare la costruzione del complesso conventuale, diede loro tutto il necessario per il sostentamento.
Con la soppressione del 1866, i frati dovettero lasciare il convento, e vi fecero ritorno nel 1882.
Scelto, negli anni, quale luogo di formazione, è stato sede del seminario minore.

## Descrizione
Dall'architettura sobria, tipica dei conventi cappuccini, la struttura ruota attorno ad un ampio chiostro quadrangolare munito di portico.
Il prospetto della chiesa si fonde con quello del convento e presenta uno stile rustico, con cantonali e portale in pietra squadrata.
La chiesa, che in origine possedeva una singola navata, con tre altari minori sul lato sinistro (oggi rimossi) e tre cappelle sul lato destro, nel corso del Novecento è stata dotata di una seconda navata,  più stretta, ricavata dalla rimozione delle pareti divisorie delle cappelle laterali.
Sull'altare maggiore si può apprezzare  la grande tela raffigurante l'Elezione di Mattia all'apostolato (1640-1642), splendida opera del pittore palermitano Pietro Novelli, discepolo del Caravaggio.
Di particolare pregio la custodia lignea, magistralmente intarsiata con preziosi materiali, quali l'avorio, la madreperla e la tartaruga; opera attribuita a fra Angelo Gagliano da Mazzarino (1743 - 1809).
Tra le altre opere d'arte menzioniamo: le statue in marmo di San Giuseppe e di San Francesco, di scuola Gaginiana; un Crocifisso in legno attribuito a fra Umile da Petralia; un mausoleo in marmo nero di Lidia, della principessa Caterina Branciforte; il casserizio ligneo della sacrestia datato 1759.
Tra le opere oggi scomparse, meritano di essere ricordate: una tela raffigurante La fuga in Egitto, da scuola di Raffaello Sanzio e il trittico del giudizio universale attribuito al Beato Angelico.

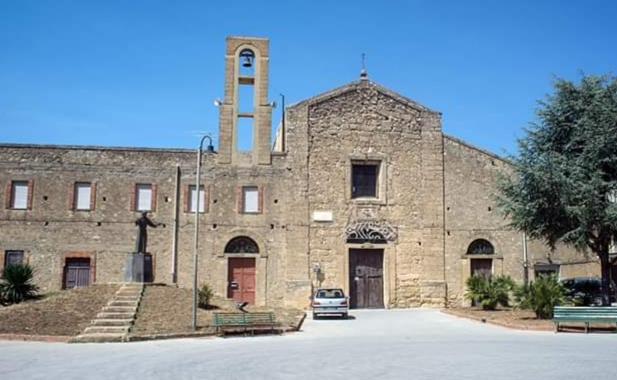
Piazzale del Convento dei Capuccini di Leonforte
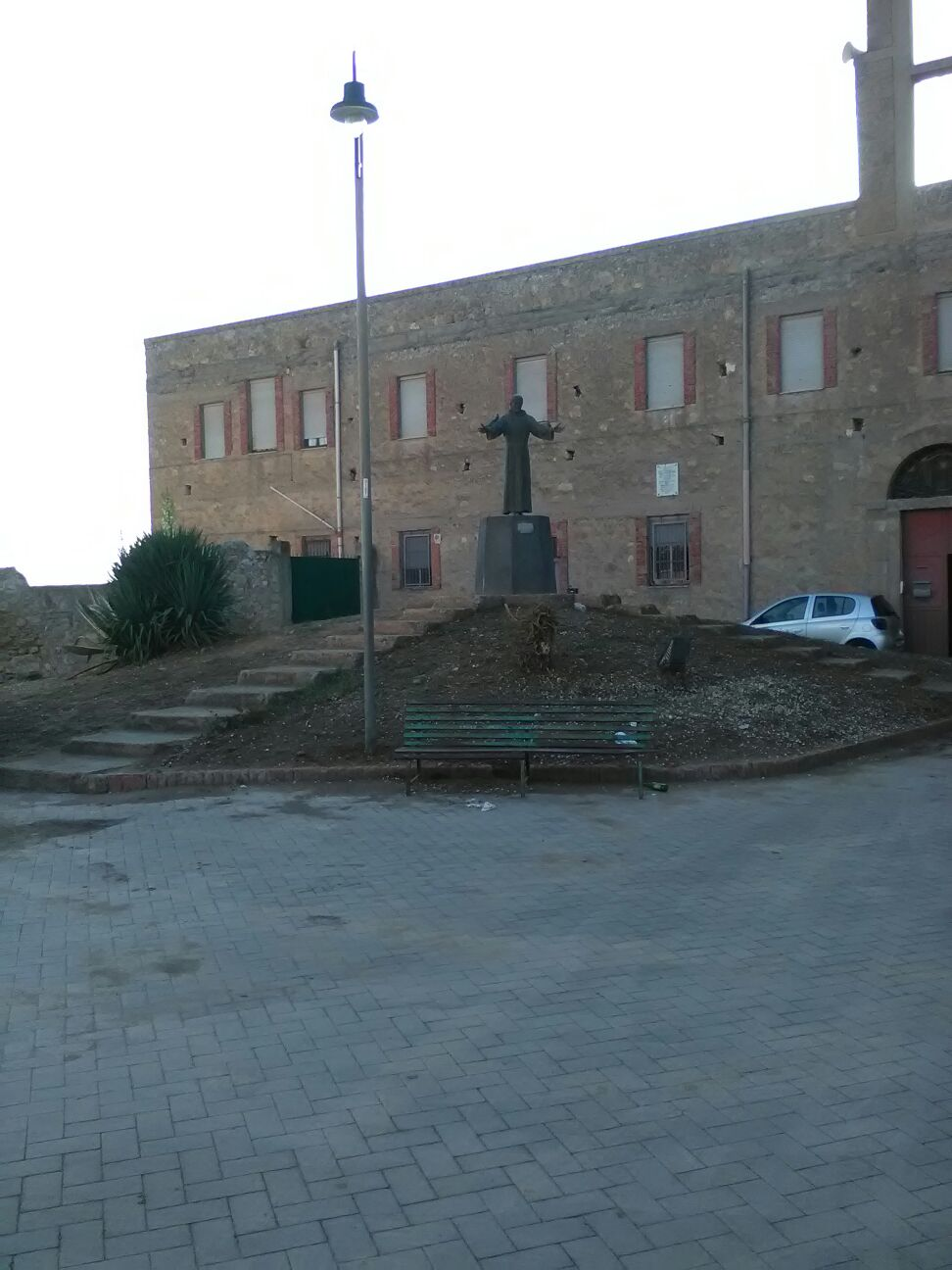
Monumento in bronzo dedicato a San Francesco d'Assisi
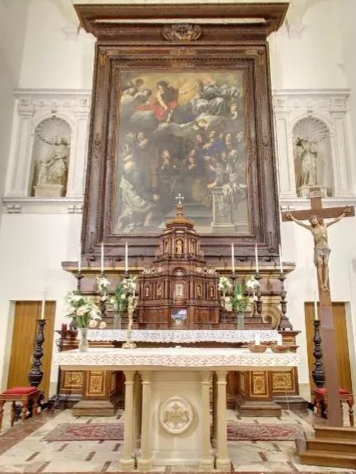
Altare maggiore della chiesa dei Cappuccini di Leonforte
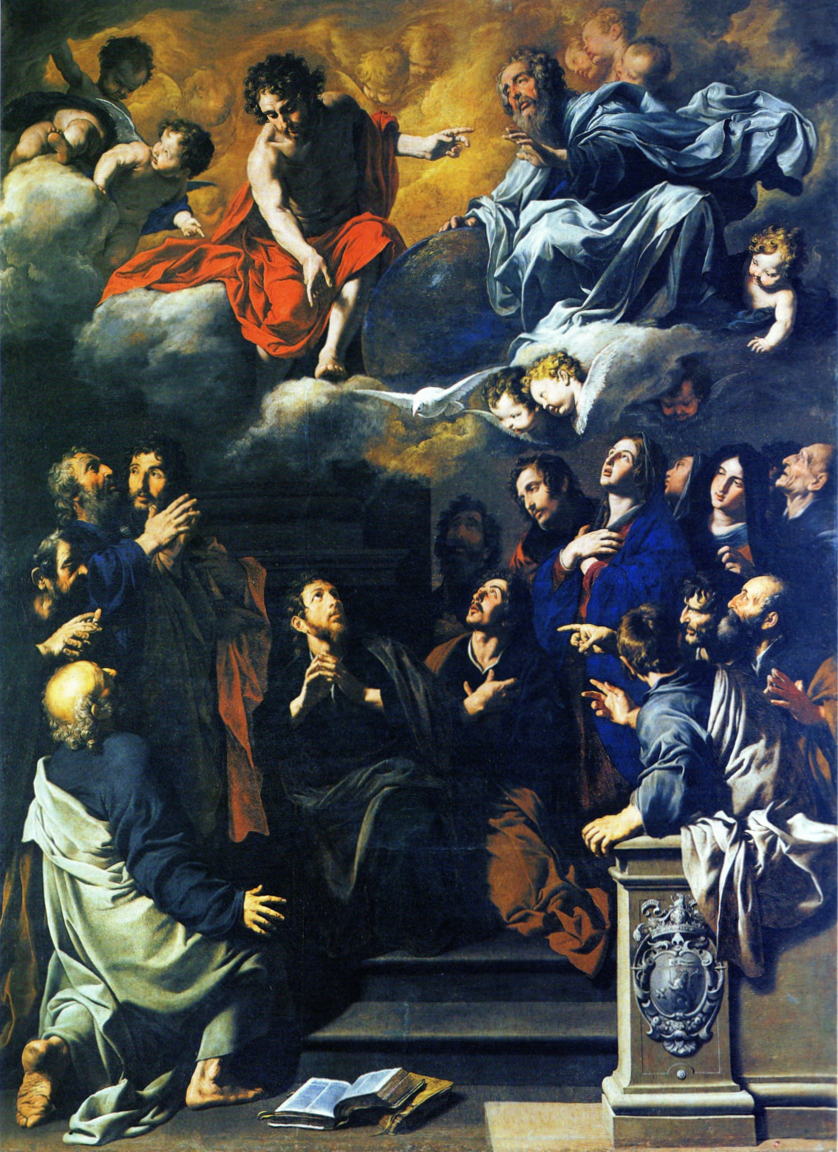
Pietro Novelli, Elezione di Mattia all'apostolato, pala d'altare maggiore
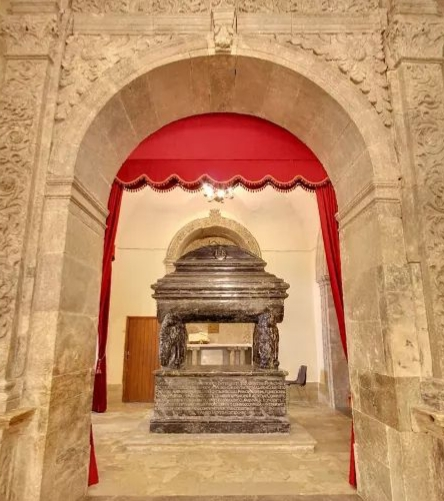
Mausoleo della principessa Caterina Branciforte, chiesa dei Cappuccini Leonforte